# Паул Пич
Паул Пич (на немски: Paul Pietsch) е бивш пилот от „Формула 1“.
Роден е на 20 юни 1911 година във Фрайбург, Германия.

## Формула 1
Прави своя дебют във „Формула 1“ в турнира за голямата награда на Италия през 1950 година. В световния шампионат записва 2 състезания, като не успява да спечели точки. Състезава се за отбора на „Алфа Ромео“ и с частни „Мазерати“ и „Веритас“.